# Ernest Miler
Ernest Miler (Pakrác, 1866. május 28. – Zágráb, 1928. október 9.), horvát jogász, szociológus, kriminológus, egyetemi tanár, a Zágrábi Egyetem rektora. A horvátországi szociológia egyik megalapítója.

## Élete és munkássága
Jogot tanult Bécsben és Zágrábban, ahol 1890-ben doktorált. Érettségi után a zágrábi államügyészségen dolgozott. 1906-tól a Zágrábi Egyetem Állam- és Jogtudományi Kar akkor megalakult tanszékén, Ausztria-Magyarország első szociológiai tanszékén a kriminológia és szociológia professzora volt. A horvátországi szociológia egyik megalapítója. Szociológiát tanított a Kereskedelmi és Közlekedési Főiskolán, valamint a zágrábi Közgazdasági és Kereskedelmi Főiskolán is. A Zágrábi Egyetem Orvostudományi Karán igazságügyi orvostant is tanított.  Három ciklusban (1909/10, 1913/14 és 1923/24), a jogi kar dékánja 1917/18-ban az egyetem rektora, 1918/19-ban pedig rektorhelyettese volt. 1926-ban hároméves mandátummal újra rektorrá választották. Második rektori ciklusa alatt az egyetem bővült. 1926-ban a Műszaki Főiskola műszaki karként az egyetem része lett. Számos cikket és vitát publikált a kriminológia, valamint a kriminológiai, az urbanisztikai és politikai szociológia témakörében a Jogásztársaság havilapjában, a „Narodni novini” és a „Savremenik” folyóiratokban. Második rektori ciklusa alatt halt meg, egy évvel a hároméves mandátum lejárta előtt. A zágrábi Mirogoj temetőben nyugszik.

## Főbb művei
- Zločinci u umjetnosti i književnosti (1902)
- Načela sociologije (F. H. Giddings „The Principles of Sociology” című művének fordítása, 1924)